# Tivelose

Estrutura química da tivelose

A tivelose ou o 3,6-dideoxi-d-manopiranose é um açúcar pouco comum, sendo um  monossacarídeo do tipo hexose, porque possui 6 átomos de carbono. Tem importância médica por ser componente dos antígenos O, que são polissacarídeos que revestem a superfície externa de bactérias gram-negativas. A tivelose é muito estudada nas infeções com Trichinella spiralis, já que é importante na resposta imune contra essa bactéria em infecções intestinais.